# Université de Lisbonne (1911-2013)
L'université de Lisbonne (UL) MHSE (officieusement connue sous le nom d'université classique de Lisbonne, pour se distinguer des universités nouvelles et techniques de Lisbonne) était un ancien établissement d'enseignement supérieur public portugais officiellement créé le 22 mars 1911. 
Le 25 juillet 2013, à la suite d'un processus de fusion avec l'université technique de Lisbonne, il a donné naissance à l'université de Lisbonne.

## Histoire

### Antécédents historiques
La première université portugaise, ou Etude générale de Lisbonne ou Ecole générale de Lisbonne, est créée, avec la signature du document « Scientiae thesaurus mirabilis » par D. Dinis, le 1er mars 1290, confirmé par la bulle « De statu regni Portugaliae » par le pape Nicolas IV le 9 août de la même année, avec les facultés des lettres, de droit canonique, de droit civil et de médecine.
Nous devons une participation active à cette action éducative à la Couronne portugaise et à son roi, à travers une subvention de l'Église.
Apparemment, les fondations du premier bâtiment de cette université sont situées dans un endroit appelé Pátio dos Quintalinhos de la Rua da Escolas Gerais, à Alfama.
Ensuite, l'université a été transférée plusieurs fois de Lisbonne à Coimbra et vice versa. Ainsi, en 1308, elle a été transférée à Coimbra, en 1328 elle est retournée à Lisbonne, étant transféré à nouveau à Coimbra en 1354. En 1357, elle est retournée à Lisbonne, et cette année l'université, sur les instructions du pape Grégoire IX, a commencé à conférer les diplômes de licence, de diplômé et de docteur. Enfin, en 1537, elle retourne définitivement à Coimbra, où elle demeure à cette époque la seule institution d'enseignement supérieur au Portugal.
Ce n'est qu'au XIXe siècle que l'École Royale de Chirurgie a été fondée à Lisbonne, ce qui a donné naissance à l'École médico-chirurgicale de Lisbonne et enfin à l'actuelle faculté de médecine de l'université de Lisbonne. L'académie des Beaux-Arts, installée dans le couvent de São Francisco da Cidade, a donné naissance à la faculté des Beaux-Arts. L'École Polytechnique de Lisbonne est devenue aujourd'hui la faculté des Sciences.
Cependant, pendant les 160 ans que l'université a passé à Lisbonne, entre le XIVe et le XVIe siècle, à l'époque des Découvertes, certains de ses étudiants et professeurs se sont distingués, entre autres, Gil Eanes, Pedro Nunes et Garcia de Orta.
En 1907, les étudiants de l'université de Coimbra ont demandé, lors de la grève académique de 1907, la création de l'université « classique » de Lisbonne afin d'enseigner le cours de droit, mettant ainsi fin au monopole de l'université de Coimbra dans l'enseignement de ce cours.

### Fondation de l'université «classique» de Lisbonne
L'université de Lisbonne a été créée le 22 mars 1911 par décret du gouvernement provisoire de la République portugaise au même temps que l'université de Porto, afin d'offrir aux deux plus grandes villes du pays la même situation académique que Coimbra. À cet effet, d'anciennes écoles d'enseignement supérieur existant dans la capitale ont été regroupées dans les différentes facultés de la nouvelle organisation.
Ainsi, par le biais de ce décret, les nouvelles facultés de médecine et de pharmacie ont été instituées, en remplacement de l'École Médico-Chirurgicale de Lisbonne. La Faculté des sciences s'est agrandie et a remplacé l'École polytechnique de Lisbonne préexistante. Le Cours Supérieur des Lettres (fondé par le Roi D. Pedro V le 8 juin 1859) cède la place à la Faculté des Lettres. La Faculté des sciences économiques et politiques de Lisbonne a également été créée, elle sera transformée en 1913 en faculté d'études sociales et de droit et convertie en 1918 en l'actuelle Faculté de droit, dont le premier directeur était Afonso Costa (figure éminente de la Première République, dont la position à l'université de Lisbonne compensait le fait que, jusque-là, l'écrasante majorité des dirigeants du pays provenaient de la Faculté de droit de Coimbra).

### Fusion avec l'université technique de Lisbonne
Après un processus de négociation entre l'université « classique » de Lisbonne, l'université technique de Lisbonne et le gouvernement, la fusion entre les deux institutions a été approuvée le 31 décembre 2012.
L'université issue de la fusion a adopté le nom d'université de Lisbonne. Les statuts de la nouvelle université ont été approuvés par l'arrêté réglementaire n.° 5-A/2013 (2e série), du 19 avril 2013. Conformément à l'article 16 de ce décret-loi, la fusion est entrée en vigueur le 25 juillet 2013, date de l'inauguration du nouveau recteur de l'université de Lisbonne lors d'une cérémonie qui s'est tenue à l'Aula Magna.

## Personnalités liées à l'université
| - Prix Nobel - Egas Moniz - Poètes et écrivains - Adília Lopes - António Franco Alexandre - António Salvado - David Mourão-Ferreira - Fernanda Seno - Fernando Pessoa - Fiama Hasse Pais Brandão - Florbela Espanca - Gastão Cruz - Herberto Helder - José Rodrigues Miguéis - Lídia Jorge - Luiza Neto Jorge - Pepetela - Sophia de Mello Breyner - Urbano Tavares Rodrigues - Vitorino Nemésio | - Chefs d'État - Teófilo Braga - Jorge Sampaio - Mário Soares - Agostinho Neto, premier président de la République d' Angola - Pedro Pires, président de la République du Cap-Vert - Premiers ministres portugais - Afonso Costa - Marcello Caetano - Adelino da Palma Carlos - Mário Soares - Francisco Sá Carneiro - Francisco Pinto Balsemão - José Manuel Barroso - Pedro Santana Lopes - António Costa - Chefs d'organismes internationaux et diplomates - António Guterres - Secrétaire général des Nations unies - Diogo Freitas do Amaral - Président de l' Assemblée générale des Nations unies - José Manuel Durão Barroso - Président de la Commission européenne - Agostinho Fernandes - Ambassadeur angolais |